# Bartosz Warchoł
Bartosz Warchoł (16 de janeiro de 1992) é um ciclista polaco que correu pela última vez com a Wibatech Merx em 2019.

## Palmarés
- 2014
  - 1 etapa do Carpathian Couriers Race

- 2015
  - Visegrad 4 Bicycle Race-GP Polski Via Odra